# Dongxin (sockenhuvudort i Kina, Hubei Sheng, lat 31,70, long 114,21)
Dongxin (kinesiska: 东新) är en sockenhuvudort i Kina. Den ligger i provinsen Hubei, i den centrala delen av landet, omkring 120 kilometer norr om provinshuvudstaden Wuhan. Antalet invånare är 30 551. Befolkningen består av 14 645 kvinnor och 15 906 män. Barn under 15 år utgör 15,0 %, vuxna 15-64 år 75 %, och äldre över 65 år 8,0 %.
Runt Dongxin är det tätbefolkat, med 331 invånare per kvadratkilometer. Närmaste större samhälle är Wushengguan, 16,1 km väster om Dongxin. Trakten runt Dongxin består till största delen av jordbruksmark.
Genomsnittlig årsnederbörd är 1 291 millimeter. Den regnigaste månaden är juli, med i genomsnitt 222 mm nederbörd, och den torraste är december, med 25 mm nederbörd.